# Alicja Bachleda-Curuś
Alicja Bachleda-Curuś (Tampico, Tamaulipas, 12 de mayo de 1983) es una actriz y cantante polaca nacida en México, reconocida por su participación en las películas Trade, Ondine y Pan Tadeusz.

## Filmografía

### Cine y televisión

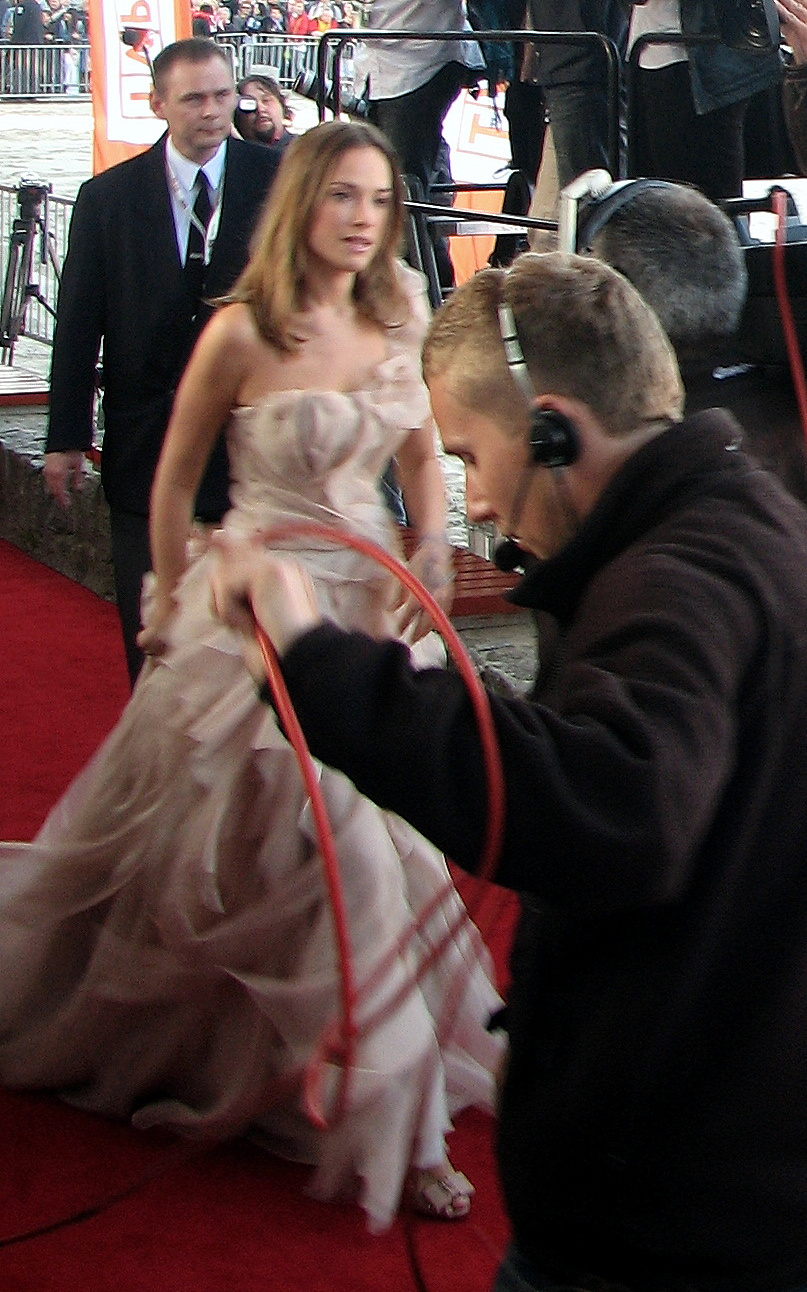
Alicja Bachleda en el Festival de Cine de Gdynia en 2010.

- Wolfenstein II: The New Colossus (2017)
- Pitbull. Niebezpieczne kobiety (2016), de Patryk Vega
- Polaris (2015), de Soudabeh Moradian
- The American Side (2014), de Jenna Ricker
- Wolfenstein: The New Order (2014), de Tom Keegan, Jens Matthies
- September Eleven 1683 (2011), de Renzo Martinelli
- The Girl is in Trouble (2010), de Julius Onah
- Friendship! (2010), de Markus Goller
- Ondine (2009), de Neil Jordan
- Cocoşul decapitat (2008), de Radu Gabrea
- Trade (2007), de Marco Kreuzpaintner
- Comme des voleurs (2006), de Lionel Baier
- Das Blut der Templer (2004)
- Summer Storm (2004), de Marco Kreuzpaintner
- Na dobre i na złe (2002–2004)
- Herz im Kopf (2001)
- Wrota Europy (1999), de Jerzy Wojcik
- Pan Tadeusz (1999), de Andrzej Wajda
- Syzyfowe prace (1998), de Pawel Komorowski